# Portmagee

Portmagee (iriska: An Caladh) är en ort i grevskapet Kerry i Republiken Irland. Orten ligger på öns västkust vid Iveraghhalvön, strax söder om Valentia Island. Det iriska namnet betyder färjan, vilket syftar på att platsen var varifrån färjan till Valentia Island avgick ifrån. Numera finns där istället en bro.

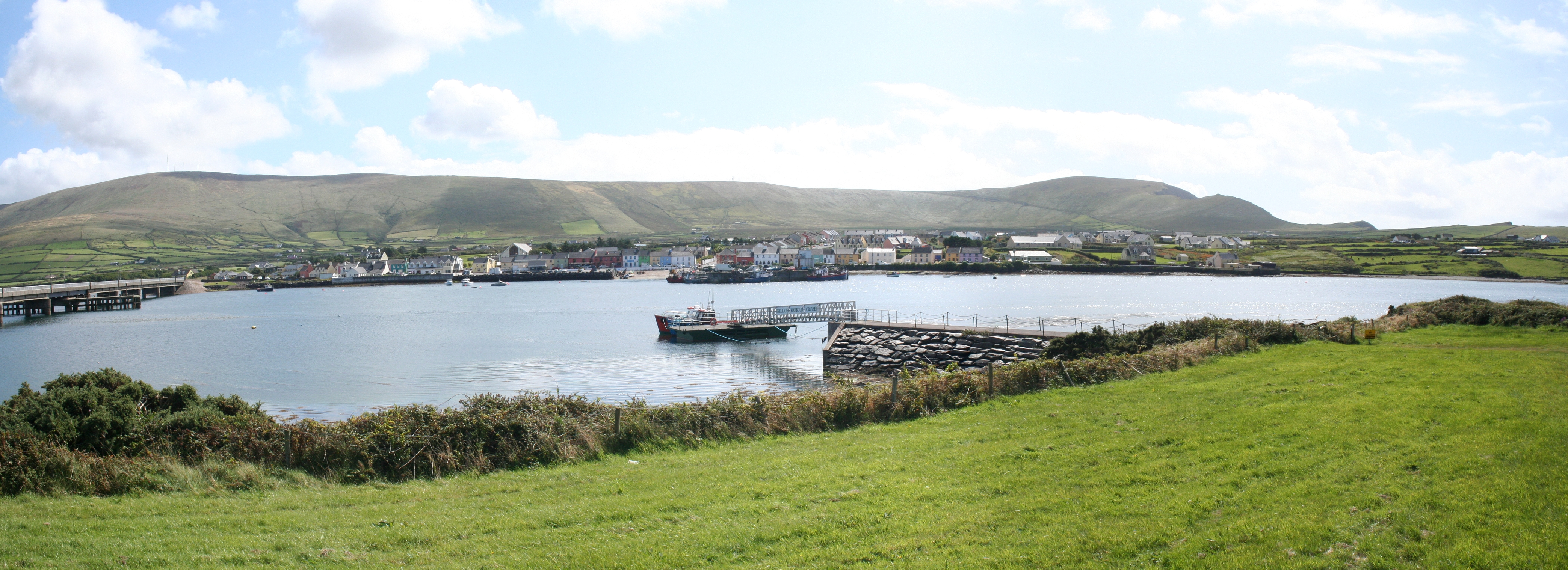
Portmagee